# Damville
Damville je francouzská obec v departementu Eure v regionu Normandie. V roce 2010 zde žilo 1 982 obyvatel. Je centrem kantonu Damville.

## Vývoj počtu obyvatel
Počet obyvatel 